# Пенница ольховая
Пенница ольховая (лат. Aphrophora alni) — вид пенниц.

## Распространение
Палеарктика: Европа, Северная и Малая Азия, Северная Африка.

## Описание
Мелкие равнокрылые насекомые, длина 8—10 мм. Встречаются на луговых травах, на опушках, в садах и парках. Верх в волосках. Щиток плоский. Внешний край стилуса вогнутый. Надкрылья серовато-бурые, снаружи с косым светлым пятном перед серединой и с таким же перед вершиной. Личинки обитают на растениях в комках образуемой ими пены, в котором и линяют в имаго.